# Thepytus
Thepytus là một chi bướm ngày thuộc họ Lycaenidae.